# Matunga-iyo-Baaba
Matunga-iyo-Baaba ist eine winzige Insel in Somalia. Sie gehört politisch zu Jubaland und geographisch zu den Bajuni-Inseln, einer Kette von Koralleninseln (Barriereinseln), welche sich von Kismaayo im Norden über 100 Kilometer bis zum Raas Kaambooni nahe der kenianischen Grenze erstreckt.

## Geographie
Die Insel liegt am Ende der  Bajuni-Inseln, zusammen mit Smiid, Bishikaani, Salooto Feerde, sowie Seerbeenti und der Halbinsel Kuwaajuule die dem Land verbunden sind.
Nach Süden schließt sich die Insel Yabangoodi an.
Die Insel liegt ca. 1,5 km von der Küste entfernt, in der Verlängerung des Kaps Raas Matooni von Kuwaajuule.

## Klima
Als Klima herrscht heißes Steppenklima mit Monsuneinfluss.